# 岡安麗奈
岡安 麗奈（おかやす れな、1994年1月15日 - ）は、日本のアナウンサー。元アイドル。埼玉県出身、青山学院大学大学院経済学研究科博士後期課程修了。元セント・フォース所属。

## 来歴
1994年1月15日に誕生。2004年に第10回全日本国民的美少女コンテストに出場しファイナリストになり、その後『NHKジュニアスペシャル』や『GIRLS A GOGO!』に出演、美少女クラブ31のメンバーに加入。2008年に美少女クラブ31を卒業した後は2年半ほど休業していたが、2012年にグラビアアイドルとしての活動を中心に復帰し3本のビデオに出演した。
その後、セント・フォースに所属しアナウンサーになり、『水曜日のニュース・ロバートソン』に出演。2020年には岡安を含むセント・フォース所属のアナウンサーからのメッセージが届くトークアプリが発表された。また、事務所に所属しながら青山学院大学大学院経済学研究科博士後期課程に在籍した。博士課程修了後、洗足学園音楽大学の教員として在籍。

## 人物
虫が苦手であると語っている。趣味はドラマ鑑賞と食べ歩きで、特技に書道があり、書道師範の資格を取得している。その他の資格としては第13回実用数学技能検定グランプリ個人賞金賞、日本漢字能力検定2級、実用英語技能検定準2級、実用数学技能検定準2級がある。学位は博士（経済学）。

## 出演

### テレビ
- GIRLS A GOGO!（ - 2006年）
- 未来セイバー 夢の技術で未来を救え![1]（2005年、NHK総合）
- NHKジュニアスペシャル（2005年、NHK教育）
  - 地球大進化[7]
  - データマップ[8]
- わかったよ!天文観測衛星（2006年、サイエンスチャンネル） - ユミ役[9]
- 水曜日のニュース・ロバートソン（2019年7月[10][11]、9月[12][13]） - アナウンサー

### イメージビデオ
- ピュア・スマイル（2012年2月24日、竹書房）[3]
- 恋少女*H（2012年6月22日、M.B.D.メディアブランド）[2]
- Aqua-time（2012年8月31日、アクアハウス）[4]